# 성가 (후한)
성가(成家, 25 ~ 36), 성(成), 성나라(成-)는 중국 신나라와 후한 초기에 존속한 자칭 제국이다. 쓰촨 분지의 청두시를 서울로 하여 쓰촨성, 충칭시, 구이저우성, 윈난성과 서남 산시성 일대를 지배했다. 후한의 마지막 적으로, 36년 정복되기까지 후한과 맞서 싸웠다.

## 건국
창건자이자 초대, 그리고 마지막 황제 공손술은 본디 신나라의 도강졸정이었다. 23년, 신나라가 와해되어가고 한나라를 다시 일으키자는 세력들이 도강군이 속한 익주에서도 일어섰는데, 공손술은 이들을 성도현으로 불러들였으나 (공손술은 성도현이 아닌 임공현에서 도강군을 통치했음) 이들이 성도를 약탈하자 한나라의 관직을 사칭하고 약탈꾼들을 징벌하자는 명목으로 도강군의 호걸들을 규합해 이들을 무찔러 자립 기반을 마련했다. 24년, 현한에서 군대를 보내 진짜 익주자사를 부임시키자 공손술의 아우 공손회에게 이들을 격퇴하게 했다. 마침내 공손술은 왕을 자칭하고 성도현을 서울로 삼았다. 그리고 25년에는 황제를 자칭했으며, 연호를 용흥(龍興)으로 정했다.

## 확장
건국과 동시에 임만을 보내 파군의 중심 도시인 강주현을 손에 넣고, 더 동쪽으로 가 강관(江關)을 경계로 삼게 했다. 한편 현한의 익주자사는 쫓겨났으나 현한의 종실 유가가 한중왕으로써 한중군을 통치하고 있었는데, 유가의 수하 연잠이 반란을 일으켜 유가를 쫓아내, 유가와 연잠은 한중군의 이웃 군인 무도군에서 서로 싸우고 있었다. 이 틈을 타 성가에서는 후단(侯丹)을 보내 한중국의 서울 남정현을 장악했고, 유가의 반격도 한중군이 아닌 무도군에서 격퇴해 한중을 성가의 영토로 확보했다. 또 남쪽에서는 신나라의 집수대윤을 죽이고 집수군 곧 월수군을 장악한 공도현의 비한족 수장 임귀가 귀순해 와, 그를 공곡왕(邛穀王)에 봉해 익주 남부까지 영향력을 뻗쳤다.
장안과 주변 삼보 일대가 군웅의 할거지로 변모하자, 이들 중 여유 등을 성가의 영향력 아래로 끌어들여 삼보 진출을 꾀했다. 그러나 최종적으로는 후한에 격파돼 실패했다.
후한과 경쟁하던 다른 군웅들이 모두 망한 후, 성가는 후한의 유일한 적으로 남았다. 후한에 종속되어 명맥을 이어 온 농서의 군웅 외효가 성가와 후한 사이의 전쟁에 끼려 하지 않아 후한의 공격을 받자, 외효를 삭녕왕으로 봉해 농서에까지 성가의 영향력이 미치게 되었다. 삭녕과 후한 사이의 전쟁에서 삭녕을 후원하는 한편, 33년에는 지지부진하던 형주 방면 전선에서 후한을 격파하고 남군의 형문산까지 진격하기에 이르렀다.

## 멸망
그러나 삭녕국은 결국 후한의 공격을 버티지 못하고 열세에 처했고, 34년에 멸망하고 말았다. 성가에서는 삭녕의 장수 왕원의 귀순을 받아들여 무도군을 경계로 후한과 대치했다.
35년에는 형주군이 후한에 참패해, 대장 임만을 잃었고, 전융은 강주성에서 포위당했다. 북쪽 전선에서도 성군이 후한군에 져 무도군의 하변·하지 두 현을 잃었다. 성가에서는 북쪽 전선의 후한 대장 내흡을 암살해 압박을 덜고, 내흡과 싸우던 왕원을 동쪽 전선으로 돌리고 연잠을 대장으로 삼아 왕원에 여유·공손회까지 합류해 동쪽 전선을 재형성했으며 한때 한중을 점령했던 후단도 이쪽으로 투입했다. 그러나 동쪽 전선의 후한 대장 잠팽은 연잠의 본대를 잡아놓고 후단을 격파해 성도성 인근까지 휩쓸고 지나갔으며, 잠팽이 남겨놓은 장궁은 빠른 진격으로 연잠을 무찔렀다. 공손술이 잠팽을 암살해, 다시 후한 군의 진격을 늦췄으나, 36년에는 잠팽 대신 온 오한과 장궁에게 마침내 성도성까지 포위되었다. 공손술은 연잠과 함께 여러 차례에 걸쳐 오한과 장궁과 싸워 오한과 장궁을 궁지에 몰아넣기도 했으나, 최후의 반격에서 공손술이 중상을 입으면서 성군은 혼란에 빠져 결정적인 패배를 당했다. 공손술은 하루를 넘기지 못하고 죽었으며, 연잠이 투항함으로써 성가는 멸망했다.

## 영토
황제 공손술이 신나라의 도강졸정에서 세력을 일으켰기에 촉군이 첫 기반이며, 수도가 있는 지역이기에 군 대신 성도윤(成都尹)을 두었다. 북쪽 경계는 한중군과 백수관(白水關)이고 동쪽 경계는 파군의 강관(江關)이다. 남쪽으로는 임귀를 제후왕으로 삼아 월수군까지 지배했다. 그렇기에 《후한서》에서는 “익주 땅을 전부 소유했다.”라고 서술했다. 그러나 실제로는 익주태수 문제(文齊)의 저항을 분쇄하지 못했기 때문에 익주군은 제외되며, 무도군은 외효가 거병할 당시에는 외효의 영토로 나온다. 따라서 전한의 익주자사부 영토 중 익주군과 무도군을 제외한 촉(성도윤)·파·한중·광한·건위·월수·장가 7군이 성나라의 영토가 된다. 외효의 나라인 삭녕국이 망한 후 성군은 북쪽으로는 무도군에서 후한군의 침공에 맞싸우기 때문에 언젠가는 무도군이 성나라 땅으로 들어간다. 한편 동쪽으로는 33년 후한을 무찌르고 남군의 형문산까지 진격하는데 여기까지가 성가의 일시적인 최대 영토(또는 점령지)에 해당한다.

## 관직과 작위

### 관직
대사공·대사도·대사마의 삼공이 있었으며, 또 집금오·대홍려의 관직이 있었는데 이는 전한·신의 구경에 해당하는 관직이다. 따라서 전한·신과 마찬가지로 삼공구경의 관직 체계가 있었을 것으로 보이나, 승상의 존재는 확인되지 않는다.

### 작위
제후왕과 열후 등의 봉작도 있었다. 24년, 공도현의 비한족 수장 임귀가 신나라의 집수대윤을 죽이고 성가에 귀순하자 임귀를 공곡왕(邛穀王)에 봉한 것이 첫 제후왕 봉건 사례다. 그리고 29년 형주의 군웅 전융과 연잠이 망명해 오자 각각 익강왕(翼江王)과 여령왕(汝寧王)에 봉했다. 31년 농서의 외효가 후한과의 외교를 끊고 성가와 손잡자 외효를 삭녕왕(朔寧王)에 봉하고 외효가 죽자 외효의 아들 외순(隗純)이 삭녕왕이 되었다. 또 자기의 두 아들을 왕으로 삼고 건위군과 광한군의 몇 현을 식읍으로 주었다. 또 사람을 회유하거나 등용하기 위해 공후(公侯) 등의 작위를 제안하기도 했다.

## 화폐
용흥 6년(30년)에 동전을 폐지하고 철로 만든 철전을 만들었으나, 널리 쓰이지 못했다.

## 역대 군주
| 대수  | 묘호 | 시호                | 성명           | 연호                   | 재위기간    |
| ----- | ---- | ------------------- | -------------- | ---------------------- | ----------- |
| 제1대 | -    | 제량황제 (齊亮皇帝) | 공손술(公孫述) | 용흥(龍興) 25년 ~ 36년 | 25년 ~ 36년 |